# 沃爾弗斯貝格山
48°12′39″N 16°14′47″E / 48.210838°N 16.246297°E

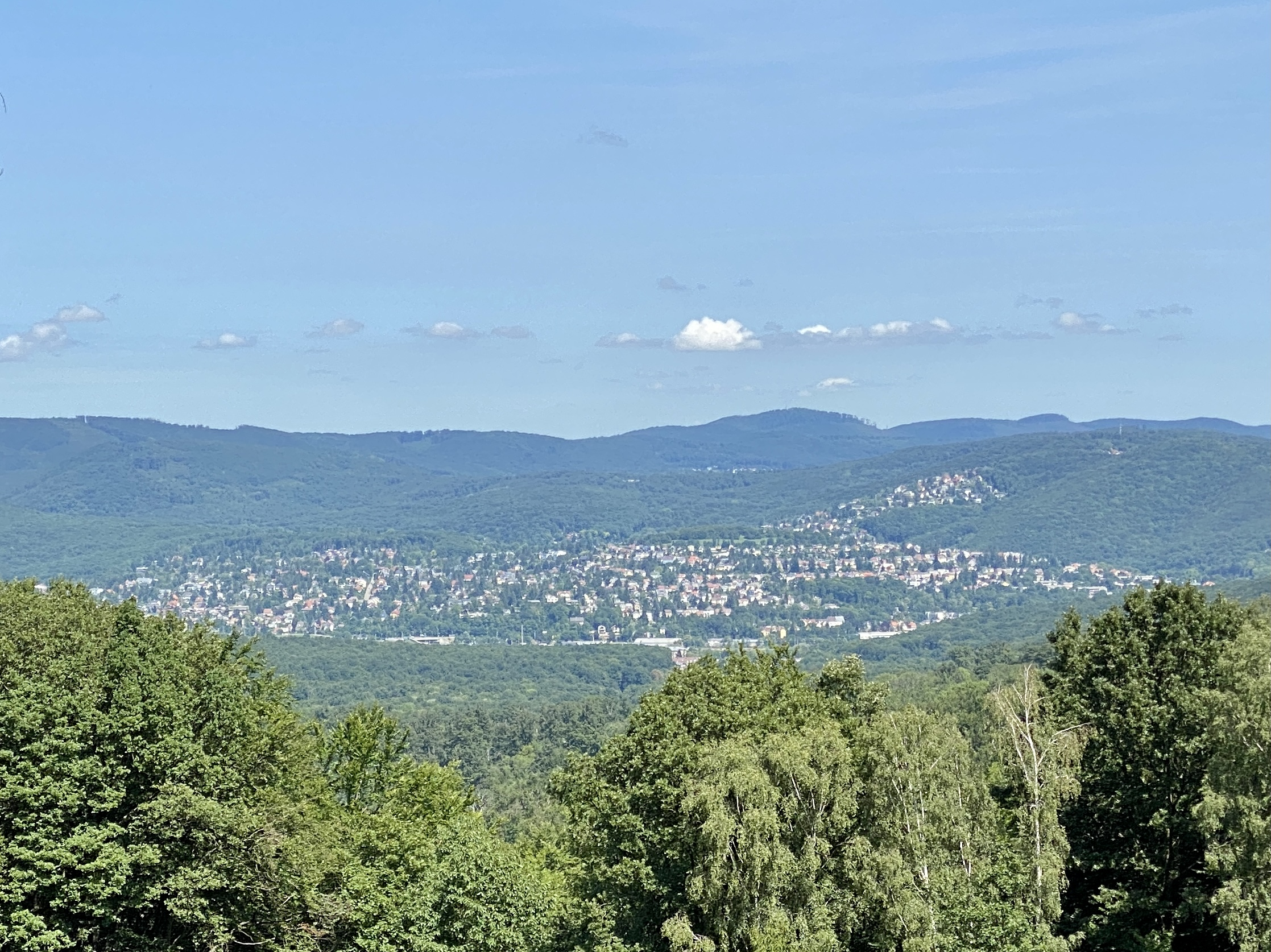
沃爾弗斯貝格山

沃爾弗斯貝格山（德語：Wolfersberg），是奧地利的山峰，位於該國東北部，由維也納負責管轄，屬於維也納林山的一部分，海拔高度332米，每年平均降雨量904毫米。